# Fakulteta za zdravstvene vede v Mariboru
Univerza v Mariboru Fakulteta za zdravstvene vede (kratica UM FZV), s sedežem v Mariboru, je fakulteta Univerze v Mariboru. Ustanova je nastala leta 2007 s preimenovanjem nekdanje Visoke zdravstvene šole v Mariboru.
Trenutna dekanica je Mateja Lorber.

## Dodiplomski študijski programi
Visokošolski strokovni študijski program 1. stopnje:
- Zdravstvena nega

## Podiplomski študijski programi
Podiplomski študijski program 2. stopnje Zdravstvena nega
- Smer Zdravstvena nega
- Smer Urgentna stanja v zdravstvu
- Smer Preventivna klinična prehrana
- Smer Integrirana obravnava starejših v napredni zdravstveni negi
- Smer Integrirana obravnava kroničnih bolnikov v napredni zdravstveni negi
- Smer Mentalno zdravje v napredni praksi zdravstvene nege
- Smer Javno zdravje

Podiplomski študijski program 2. stopnje Bioinformatika
Podiplomski študijski program 2. stopnje Management v zdravstvu in socialnem varstvu
Podiplomski študijski program 3. stopnje Zdravstvena nega

## Oraniziranost fakultete

### Katedre
- Katedra za zdravstveno nego
- Katedra za bioinformatiko
- Katedra za medicino in zdravstvo
- Katedra za interdisciplinarne vede
- Katedra za babištvo

### Centri
- Center za informacijsko komunikacijske tehnologije in e-učenje
- Center za simulirano klinično okolje
- Center za kakovost in razvoj študijskih programov

### Inštituti
- Inštitut za zdravstveno nego
- Inštitut za raziskovalno dejavnost
- Inštitut za zdravstvo in  prehrano
- Inštitut za balneologijo in klimatologijo